# TA32 (水雷艇)
TA32はドイツ海軍の水雷艇。元はイタリア海軍の「プレムダ」（旧ユーゴスラビア海軍駆逐艦「ドゥブロヴニク」）。

## 艦歴
イタリアの降伏により、1943年9月9日（8日）にジェノバでドイツが捕獲。「TA32」となった。
当初はドイツは「TA32」を夜間戦闘機指揮艦としようとし、フライヤとウルツブルグレーダーに105㎜単装砲3基搭載とされることとなった。しかし、艦艇不足からこの計画は取りやめとなって両レーダーの搭載はなくなり、105㎜砲4門、魚雷発射管3門などの兵装で1944年8月18日（または7月21日）に就役した。「TA32」は第10水雷群 (10. 
Torpedobootsflottille) に所属した。
「TA32」は5度の機雷敷設と1度の陸上砲撃を行った。
1944年8月30、31日夜、ジェノヴァから出撃して「TA24」、「TA29」とともにアルノ川河口付近への艦砲射撃を実施。
1944年10月1日夕方、「TA32」は「TA24」、「TA29」と共にジェノヴァを出撃して機雷敷設に向かった。だが、その途中でアメリカの駆逐艦「グリーヴス」の攻撃を受けた。戦闘中に「TA29」と「TA24」が衝突して損傷したが、「TA32」は損害は受けず、3隻はジェノヴァへ引き返した。
1945年3月17日、「TA32」はジェノヴァを出撃してコルシカ島の北に機雷を敷設した。18日、他の場所で機雷を敷設した「TA24」、「TA29」と共に帰投中イギリスの駆逐艦「ミーティア」と「ルックアウト」に攻撃されて「TA24」とTA29は撃沈され、「TA32」も損傷した。
1945年4月24日、ジェノヴァで自沈した。